# デイヴィッド・アーヴィング

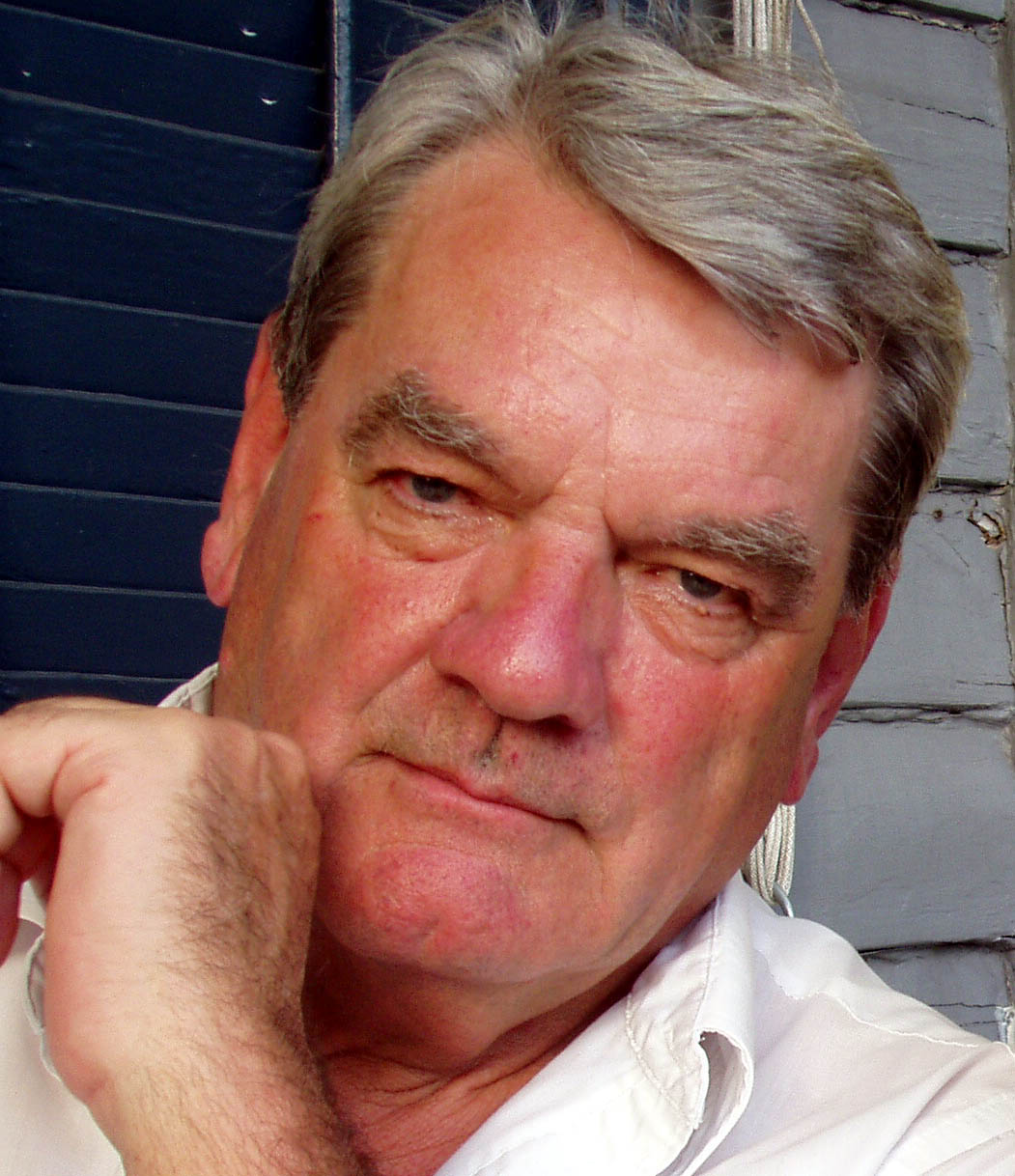
デイヴィッド・アーヴィング

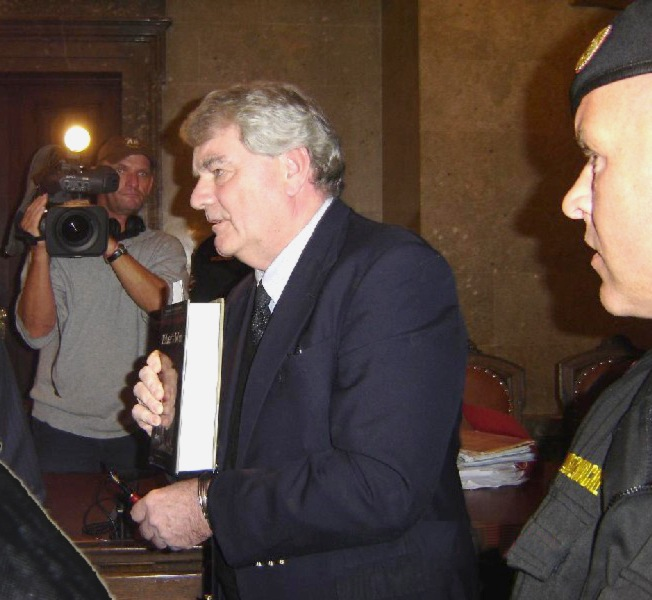
法廷でのアーヴィング（2006年）

デイヴィッド・アーヴィング（David Irving, 1938年3月24日 - ）は、イギリス出身の歴史小説家・歴史著述家である。

## 経歴
エセックス州出身で父親は海軍士官だった。第二次世界大戦中のマスメディアによるヒトラーやナチスの描き方や取り上げ方に疑問を持ったことが、今日までの著述活動の原点だと語っている。ロンドン大学インペリアル・カレッジに進学するも経済的事情から中退した。在学中にイギリスファシスト連合の指導者だったモズレーと交わり、学内紙にヒトラーを評価する寄稿をするなど極右・右翼的な活動が目立った。
大学中退後は空軍に志願するも不適格として落とされ、西ドイツに行ってティッセンの製鉄所に勤務しながらドイツ語を習得した。1963年に『ドレスデンの破壊』を発表し、ヨーロッパでは大ヒットとなった。1977年に『ヒトラーの戦争』を発表、その中でヒトラーがホロコーストに対して消極的だったと主張した。アメリカの研究者デボラ・リップシュタットから「ホロコースト否定論のもっとも危険な語り手の一人」と批判され、彼女が名誉毀損を行ったとして訴えた。しかし裁判ではリップシュタットの主張が正当であると認められ、アーヴィングは200万ドルに及ぶ支払い義務を負うことになり、破産した（アーヴィング対ペンギンブックス・リップシュタット事件）。その後、アーヴィングを刑事処罰すべきだとの主張があった時に、リップシュタット教授は「学問的論争の事案を法廷で判決してはならない」としてアーウィングの起訴に反対する学者の署名に加わっている。
2005年11月11日、ホロコーストを否定する発言が禁止されているオーストリアで逮捕された。逮捕後、彼は抗弁においてホロコーストについての意見を変えたと主張し、「そのときはそのときの知識に基づいてああ言ったが、アイヒマンの関連書類に出会った1991年からは、そのようなことはもはや言っていないし、いまも言わないつもりだ。ナチスはたしかに数百万のユダヤ人を殺害した」と述べた。2006年2月20日に3年間の服役という判決を受けた。
2006年12月、アーヴィングは釈放され、オーストリアからイギリスへ帰国した。オーストリア政府は、アーヴィングの再入国を禁止した。2006年12月21日、帰国したアーヴィングは、「ホロコースト否定の主張をこれからも繰り返す。」と話し、「アウシュヴィッツなどの収容所で死亡した人の殆どは殺されたのでは無く、病気で亡くなった。」、「ドイツやオーストリアがホロコースト否定を禁止する法律を廃止するまで、彼らの商品をボイコットするべきだ。」と主張した。2009年9月5日、アーヴィングは「ホロコーストはプロパガンダであり、ナチスはユダヤ人絶滅を行わなかった。」と発言した。2017年2月12日、アーヴィングはグラスゴーで行なった講演で、ヒトラーを擁護し、「ヒトラーはユダヤ人に危害を加えようとしておらず、常に反ユダヤ主義を止めようとしていた。」と主張した。

## 邦訳著作
- Hitler's War（1977）（『ヒトラーの戦争（上・下）』, 赤羽龍夫訳, 早川書房, 1983年）
- The Trail of the Fox（1977）（『狐の足跡――ロンメル将軍の実像（上・下）』, 小城正訳, 早川書房, 1984年）
- The war between the generals（1981）（『将軍たちの戦い――連合国首脳の対立』, 赤羽龍夫訳, 早川書房, 1986年）